# مایکل بارتو
مایکل بارتو (انگلیسی: Mickaël Barreto؛ زادهٔ ۱۸ ژانویهٔ ۱۹۹۱) بازیکن فوتبال اهل فرانسه است.
از باشگاه‌هایی که در آن بازی کرده‌است می‌توان به باشگاه فوتبال کن و باشگاه فوتبال تروا اشاره کرد.